# Ostatovica
Ostatovica (cyr. Остатовица) – wieś w Serbii, w okręgu pirockim, w gminie Babušnica. W 2011 roku liczyła 44 mieszkańców.